# 新生ロシア1991
『新生ロシア1991』（しんせいロシア1991、ロシア語原題: Событие; Sobytie、英題: The Event）は、ウクライナの映画監督セルゲイ・ロズニツァによる2015年のドキュメンタリー映画。第72回ヴェネツィア国際映画祭出品（コンペティション外）。トロント国際映画祭出品。ライプツィヒ国際ドキュメンタリー・アニメーション映画祭「Leipziger Ring」受賞。
1991年のソ連8月クーデター当時、「ドキュメンタリー映画スタジオ」（Lendoc）のカメラマン8人がレニングラード（サンクトペテルブルグ）の市中を撮影し、その記録映像を使用してセルゲイ・ロズニツァ監督は映画を構成した。ミハイル・ゴルバチョフ政権はソ連の民主化を進めていた。それを阻止しようとするソ連政府内の保守派がソ連軍まで引き連れたクーデターに、民衆らが抵抗する姿が映し出されている。セルゲイ・ロズニツァは当時、キーウ（キエフ）で映画監督を志し、事件を注視していた。科学研究者であったセルゲイ・ロズニツァは後に「ドキュメンタリー映画スタジオ」に所属した。
チャイコフスキーの「白鳥の湖」が映画の中で繰り返し流される。当時ソ連のテレビは実際このクーデターのニュースの代わりに「白鳥の湖」を放送した。民衆はミハイル・ゴルバチョフが死んだのだろうと噂した。ソ連のテレビは重大事件が発生すると「白鳥の湖」を流すことが習慣となっていた。これまでに1982年レオニード・ブレジネフの死、1984年ユーリ・アンドロポフの死、1985年コンスタンティン・チェルネンコの死に際して「白鳥の湖」は放送された。この映画は2014年に起きたウクライナ紛争のただ中という国際政治情勢で2015年9月のヴェネツィア国際映画祭プレミア上映に至った。日本では2022年ロシアのウクライナ侵攻開始後の2023年1月21日公開。ミハイル・ゴルバチョフは2022年8月30日に永眠した。

## 映像に登場する人物
- アナトリー・サプチャーク - クーデターへの抵抗を訴える改革派のレニングラード市長。
- ウラジーミル・プーチン - アナトリー・サプチャーク市長の側近。